# Jimmy Olsen
Pour les articles homonymes, voir Olsen.
James Bartholomew Olsen, alias Jimmy Olsen, est un personnage fictif de l'univers de Superman.
En 1938, il apparaît pour la première fois dans le 6e numéro du célèbre comic book américain Action Comics en tant que copiste anonyme.
En 1941, il est appelé Jimmy Olsen pour la première fois dans le 13e numéro du comic book Superman.
De 1954 à 1974, Jimmy Olsen a son propre comic book  nommé Superman's Pal Jimmy Olsen.

## Biographie du personnage
Il est un ami de Clark , de Lois et de Lana au Daily Planet.

### Biographie alternative
Son homologue est criminel dans La Ligue des justiciers : Conflit sur les deux Terres et il se nomme Mister Action.
Dans Injustice, il a été victime de meurtre. De même dans Batman v Superman de Zack Snyder, il est photographe pigiste remplaçant qui se révèle être un agent infiltré de la CIA tué par des mercenaires à la solde de Lex Luthor.

## Apparitions dans d'autres médias
Le personnage est interprété par plusieurs acteurs dans diverses œuvres liées à l'univers de Superman:

### Cinéma
- Marc McClure dans Superman (1978), Superman 2 (1980), Superman 3 (1983), Supergirl (1984) et Superman 4 (1987).
- Sam Huntington dans Superman Returns (2006).
- Michael Cassidy dans Batman v Superman : L'Aube de la justice (2016).
- Skyler Gisondo dans Superman (2025).

### Séries télévisées
- Tommy Bond dans la série télévisée Superman (1948-1950)
- Jack Larson dans la série télévisée Les Aventures de Superman (1952-1958) et dans l'épisode 5 de la saison 4 de la série télévisée Loïs et Clark (1996) où il joue le rôle de Jimmy âgé
- Michael Landes dans la saison 1 de la série télévisée Loïs et Clark (1993)
- Justin Whalin dans les saisons 2 à 4 de la série télévisée Loïs et Clark (1994-1996)
- Mehcad Brooks dans la série télévisée Supergirl (2015)

#### Smallville
Aaron Ashmore incarne le personnage dans le dernier épisode de la série Smallville. Dans le reste de la série, le personnage Jimmy Olsen n'est pas James Bartholomew Olsen mais Henri James Olsen, le grand frère de ce dernier. Il apparait pour la première fois dans le premier épisode de la sixième saison et continue jusqu'à la fin de la huitième saison.

### Animation
- David Kaufman prête sa voix au personnage dans la série animée Superman, l'Ange de Metropolis (1996-2000)